# حمام خانی بستک
حمام خان بستک (گرمابه) واقع در شهر بستک در بخش مرکزی شهرستان بستک در غرب استان هرمزگان، یکی از آثارهای تاریخی و از نقاط دیدنی استان هرمزگان در جنوب ایران است.
این حمام در شهر بستک واقع شده و از آثار دوره قاجاریه می‌باشد. ویکی از آثار به جا مانده از گذشته در بستک است. و در جوار خانه بنی عباسی بنا شده‌است. این گونه حمام‌ها در منطقه به حمام زیر زیر زمینی معروف است. جرا که زمین را در ابعاد مختلف واندازهٔ لازم گود می‌کنند وبنای حمام را در درون زمین ایجاد می‌کنند تا هم استحکام وطول عمر دیوارهای آن بیشتر باشد وهم گرمای بیشتری را در أیام سرد زمستان در خود نگه دارند. در شهرستان بستک حمام دیگری مشابه این حمام البته کوچتر در کوخرد وجود دارد که  به حمام سیبه معروف است.

## آب مورد نیاز حمام
آب مورد نیاز حمام از طریق چاهی که در ضلع شرقی حمام بوده به وسیلهٔ کانالی به داخل مخازن آب حمام هدایت می‌شده.

## سبک بنا
سبک بنا از نوع چهار طاقی است که گنبدی مستطیل بر بالای چهار طاق ساخته شدهٔ بنا دارای ۱۴ گنبد کوچک وبزرگ می‌باشد. خطوط طاق نمای گرداگرد جدارهٔ داخلی گنبد وخطوط بدنهٔ حمام نشان از ذوق وسلیقهٔ معماران این بنا دارد. این بنا از بسیاری جهات بی شباهت به
حمام گنجعلیخان کرمان نیست، البته در ابعاد واندازه‌های کوچک‌تر خصوصیات این حمام نیز مانند حمام گله داری می‌باشد و برای فضاها همان توضیحات را می‌توان ارائه نمود بسیاری از بخش‌های آن با گذشت یک و نیم قرن همچنان باقی مانده‌است.
از نکات بارز در این حمام سیستم مسیر آب در جداره دیوارهای آن است. حمام مذکور ابتدای خیایابان مصطفویه و روبروی مدرسه مصطفویه در ضلع غربی قلعه خان بستک قرار دارد این اثر تاریخی در سال ۱۳۷۳ خورشیدی بازسازی شده‌است.

## نگارخانه

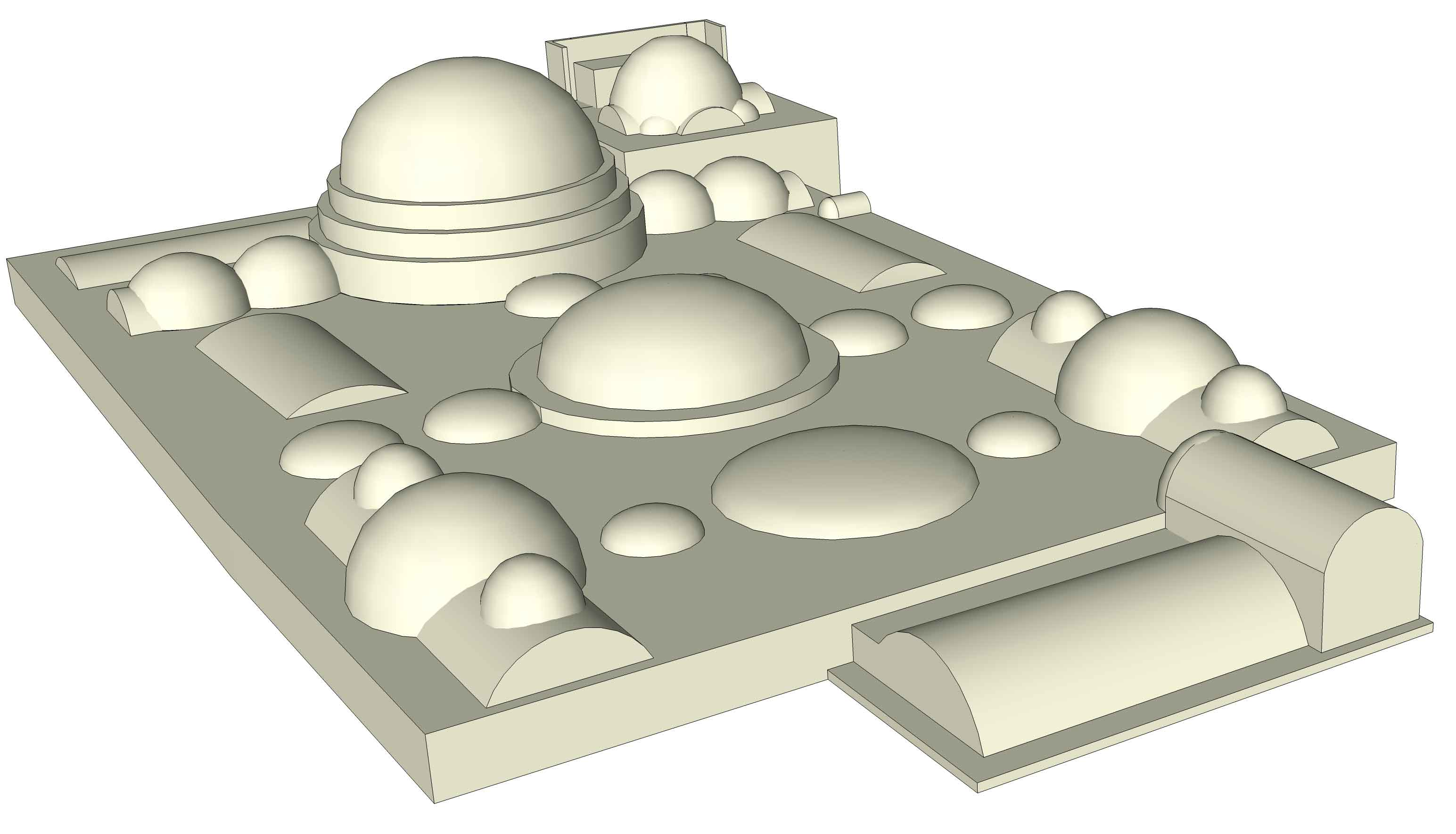
پرسپکتیو
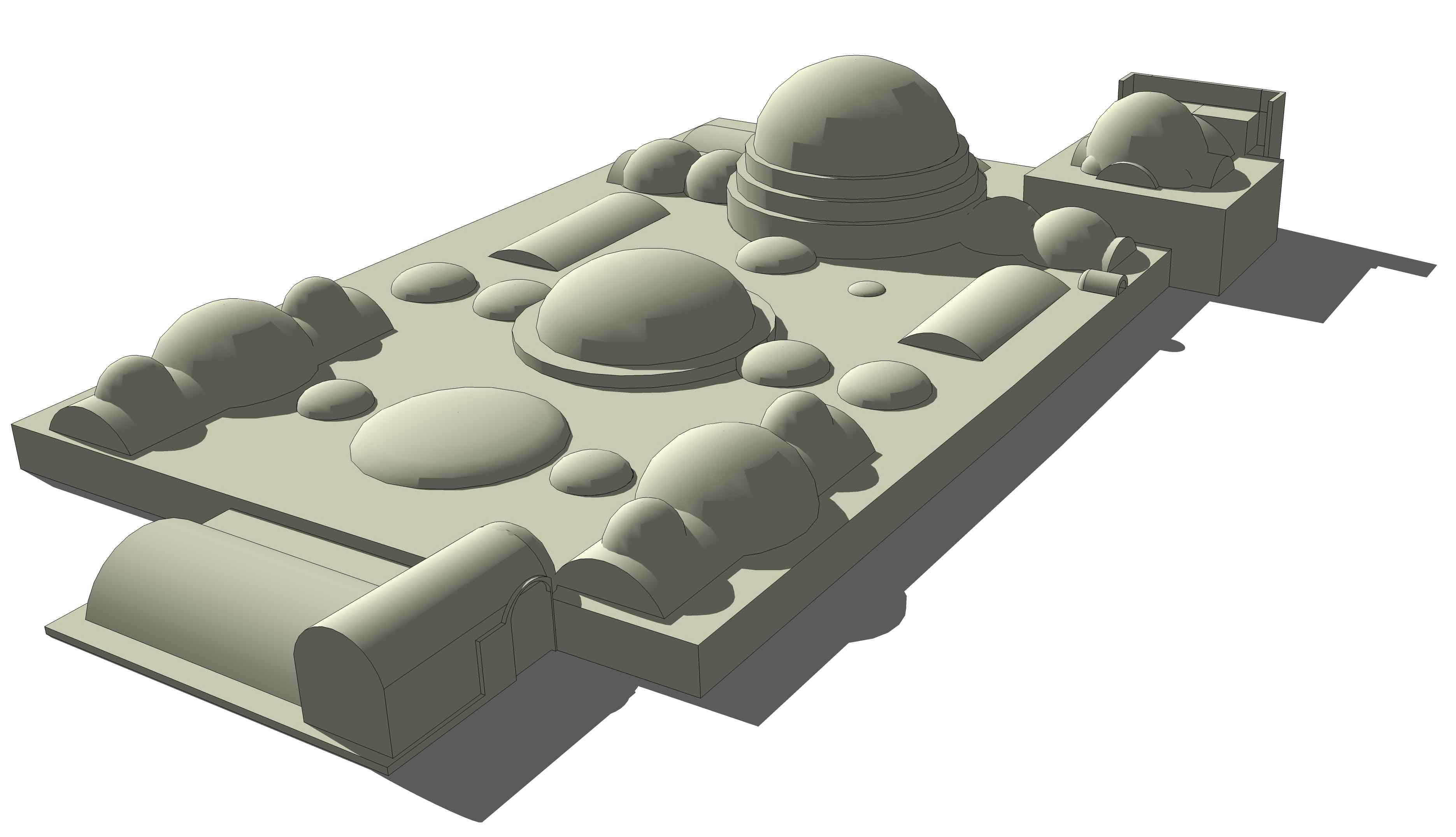
پرسپکتیو
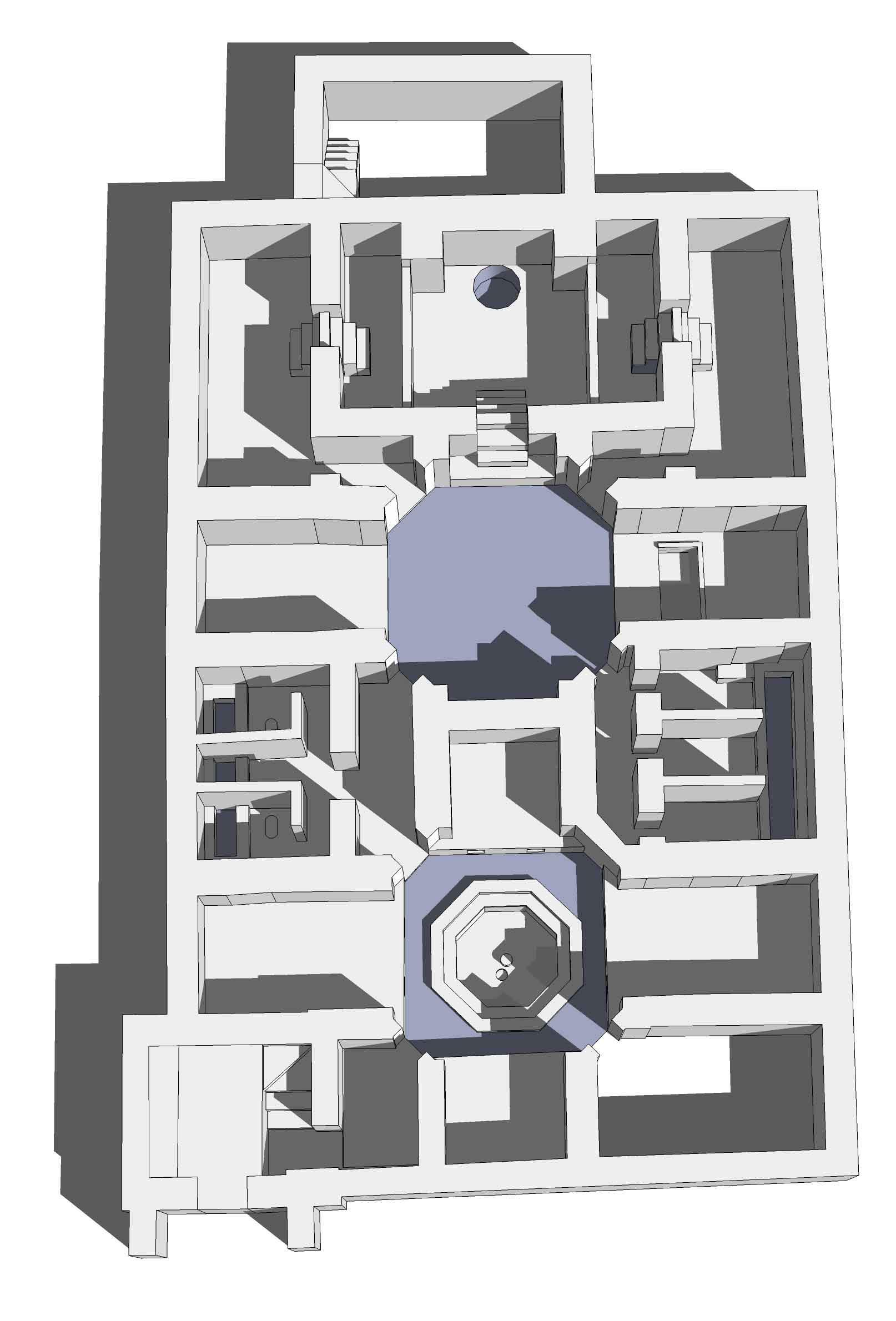
پرسپکتیو
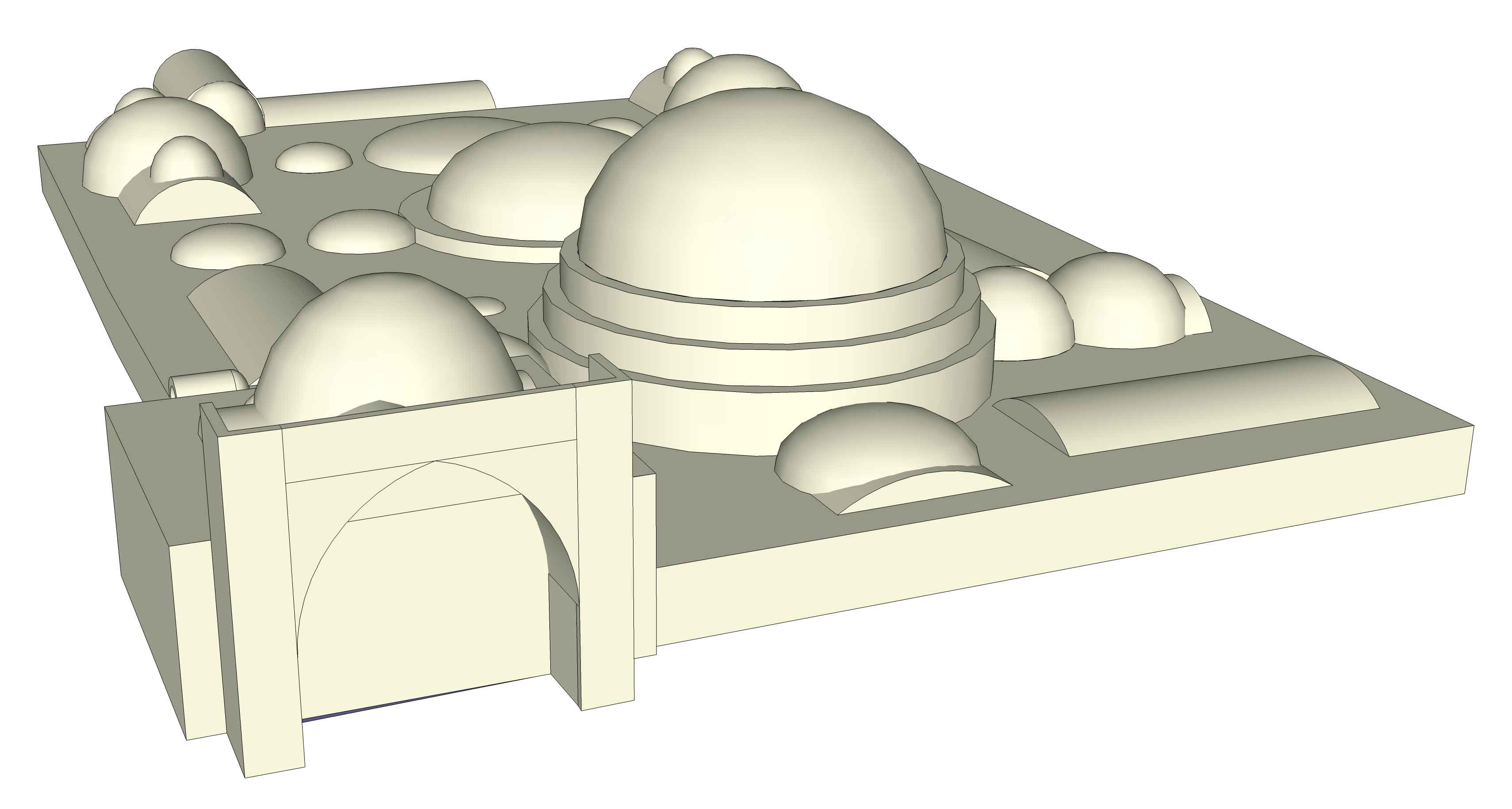
پرسپکتیو
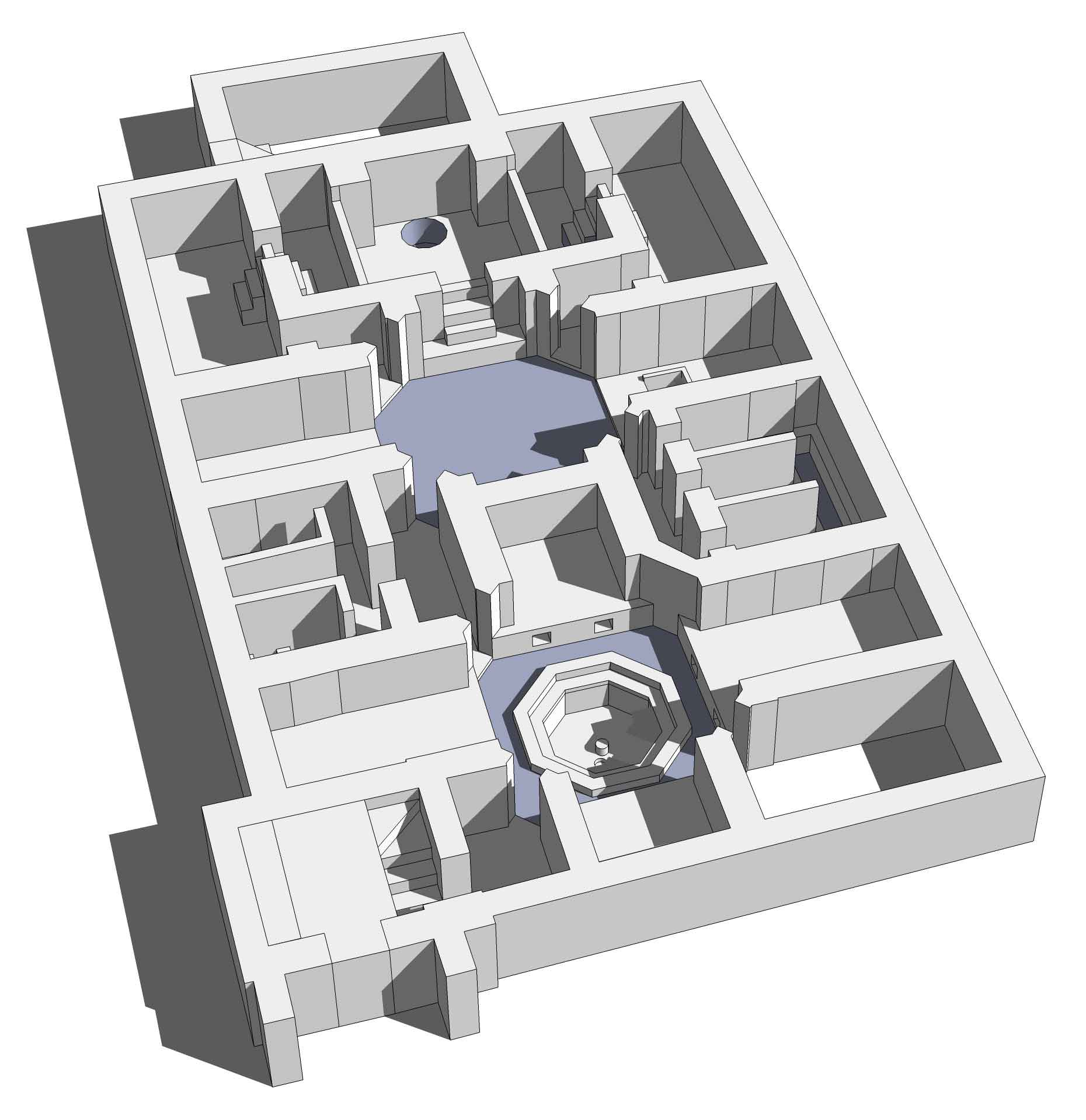
پرسپکتیو
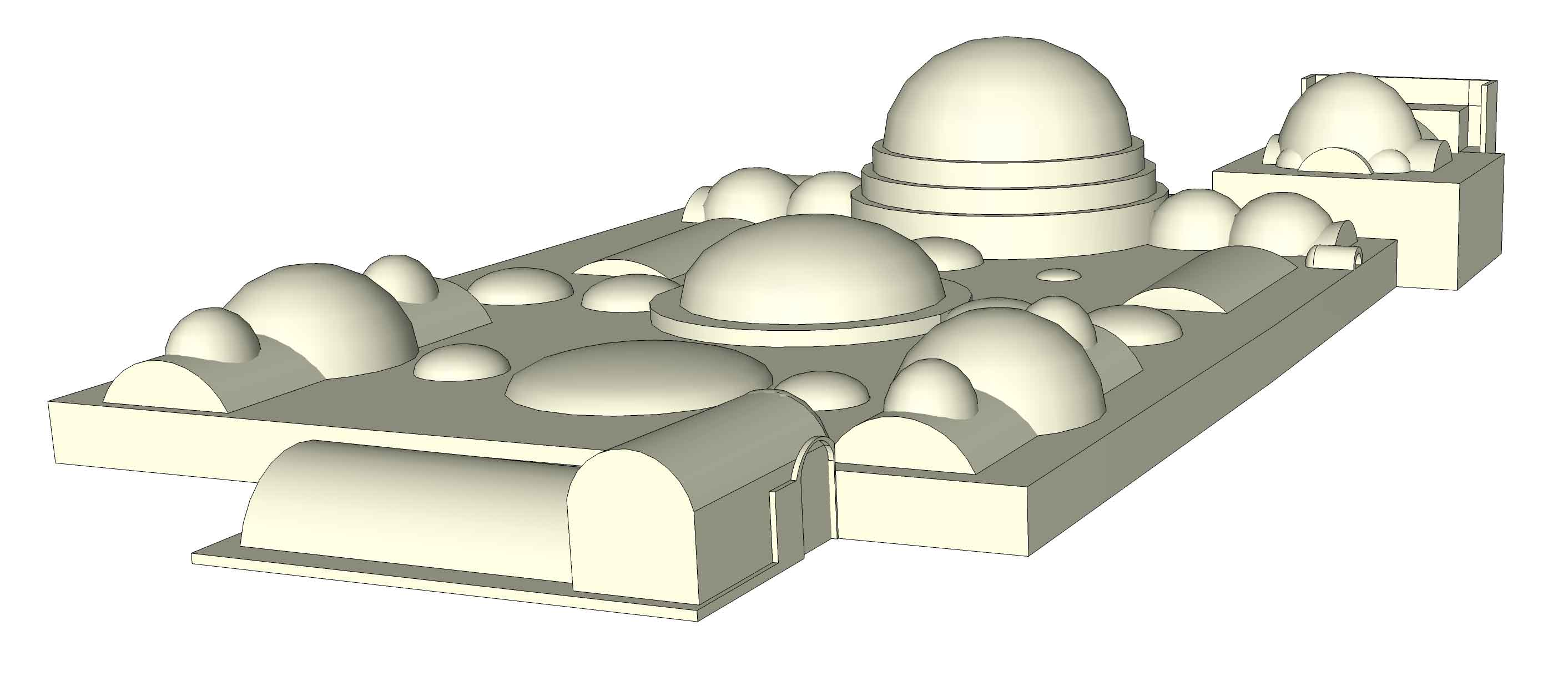
پرسپکتیو
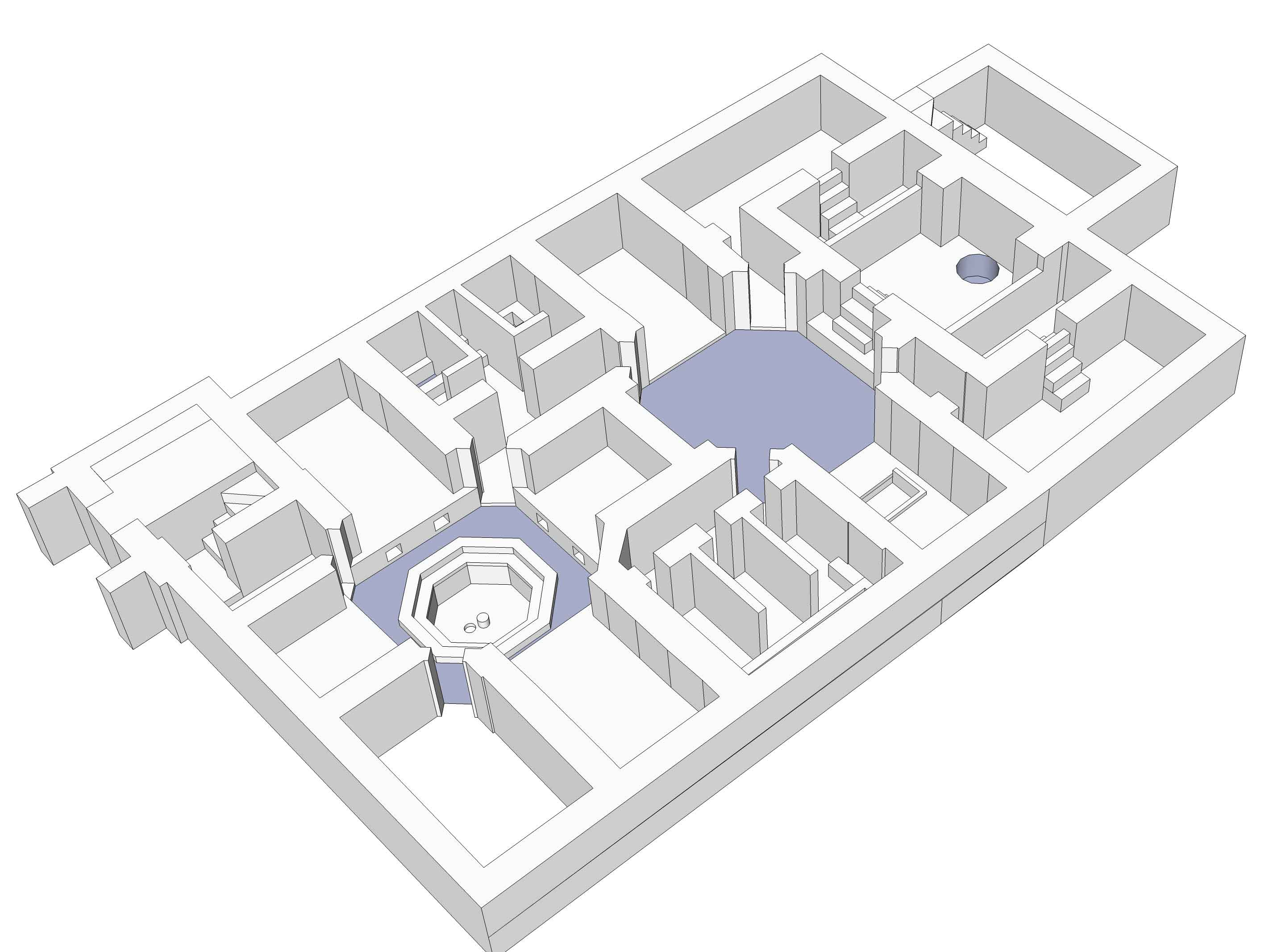
پرسپکتیو
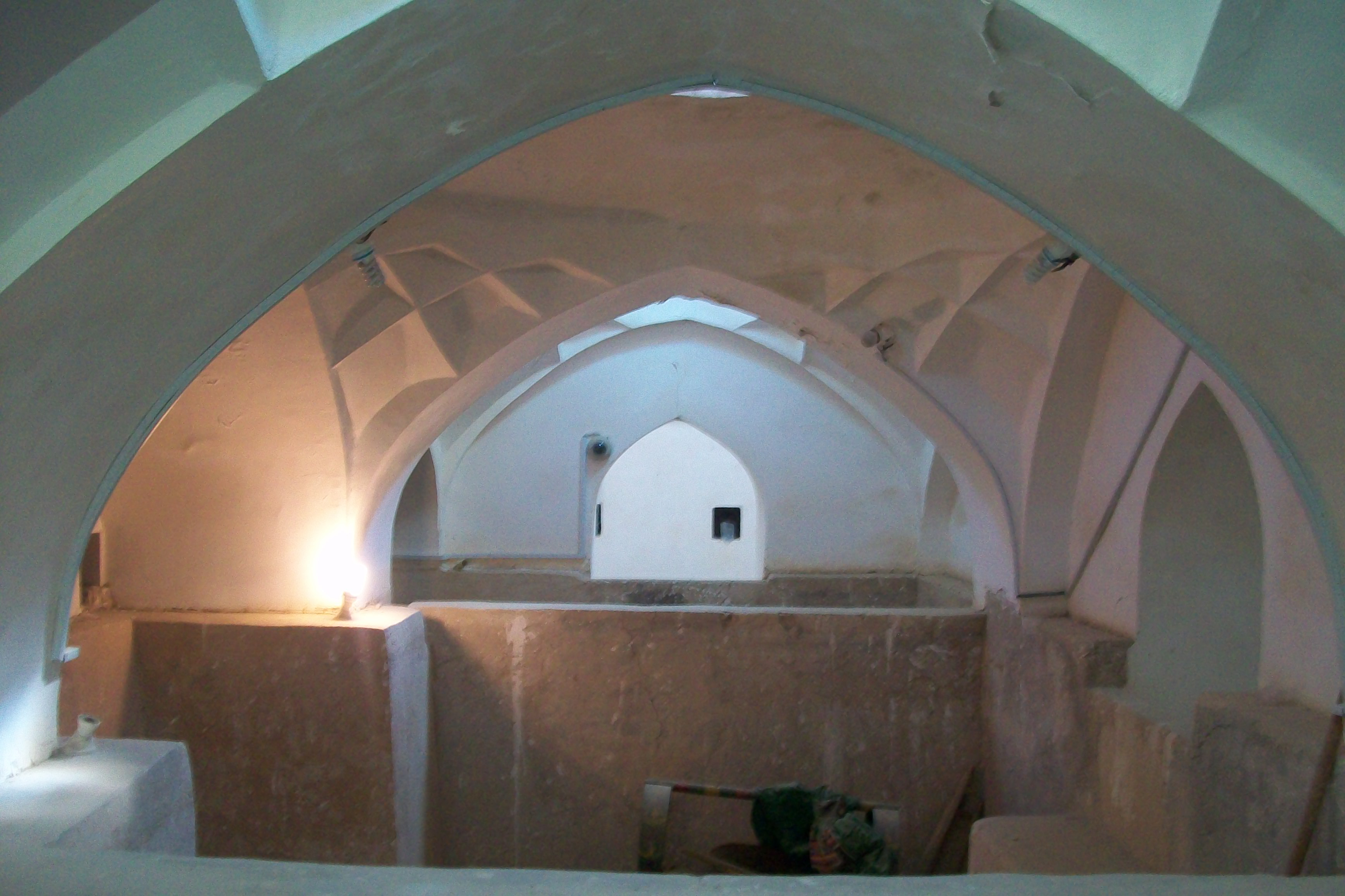
داخل حمام
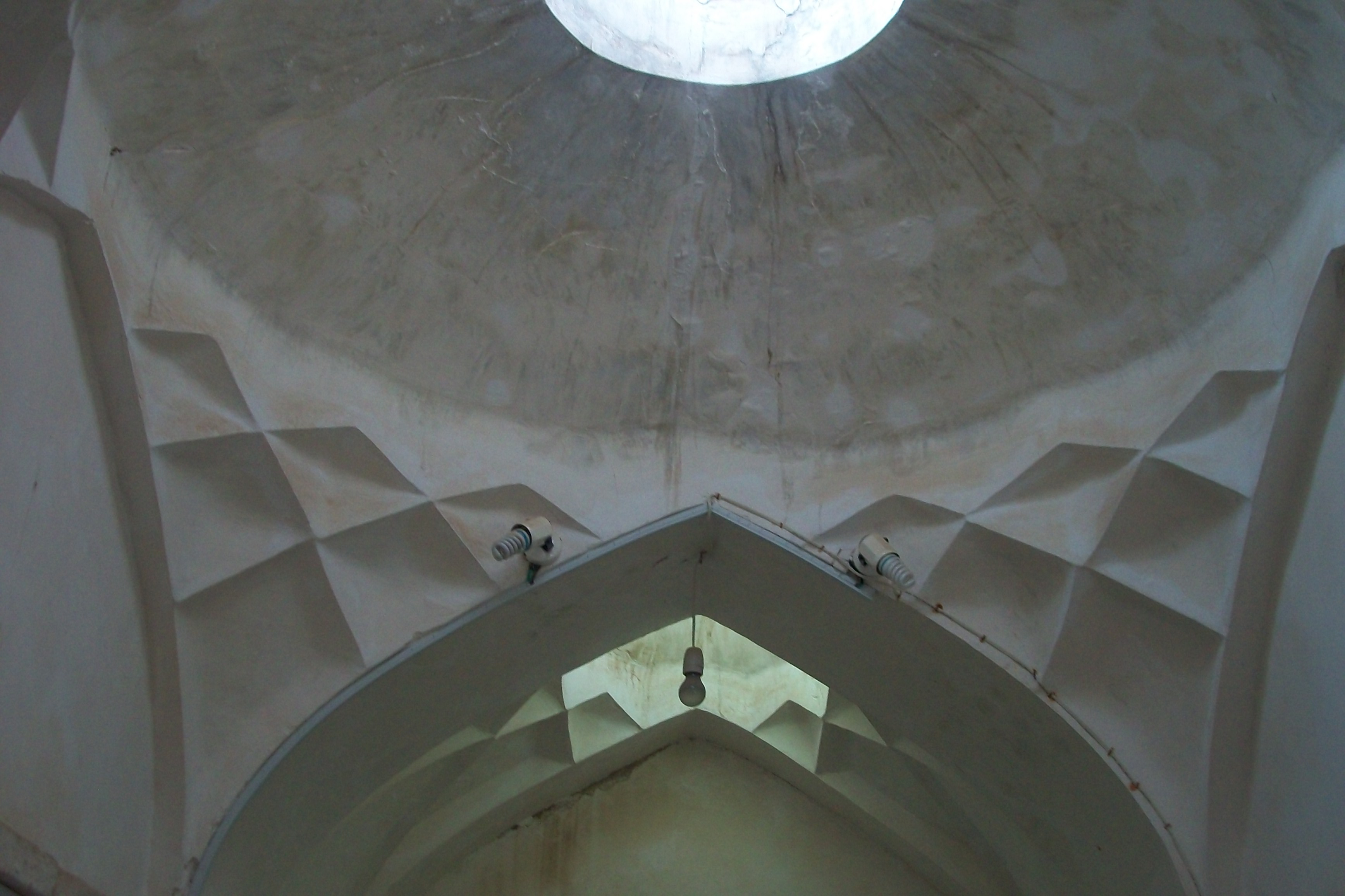
داخل حمام
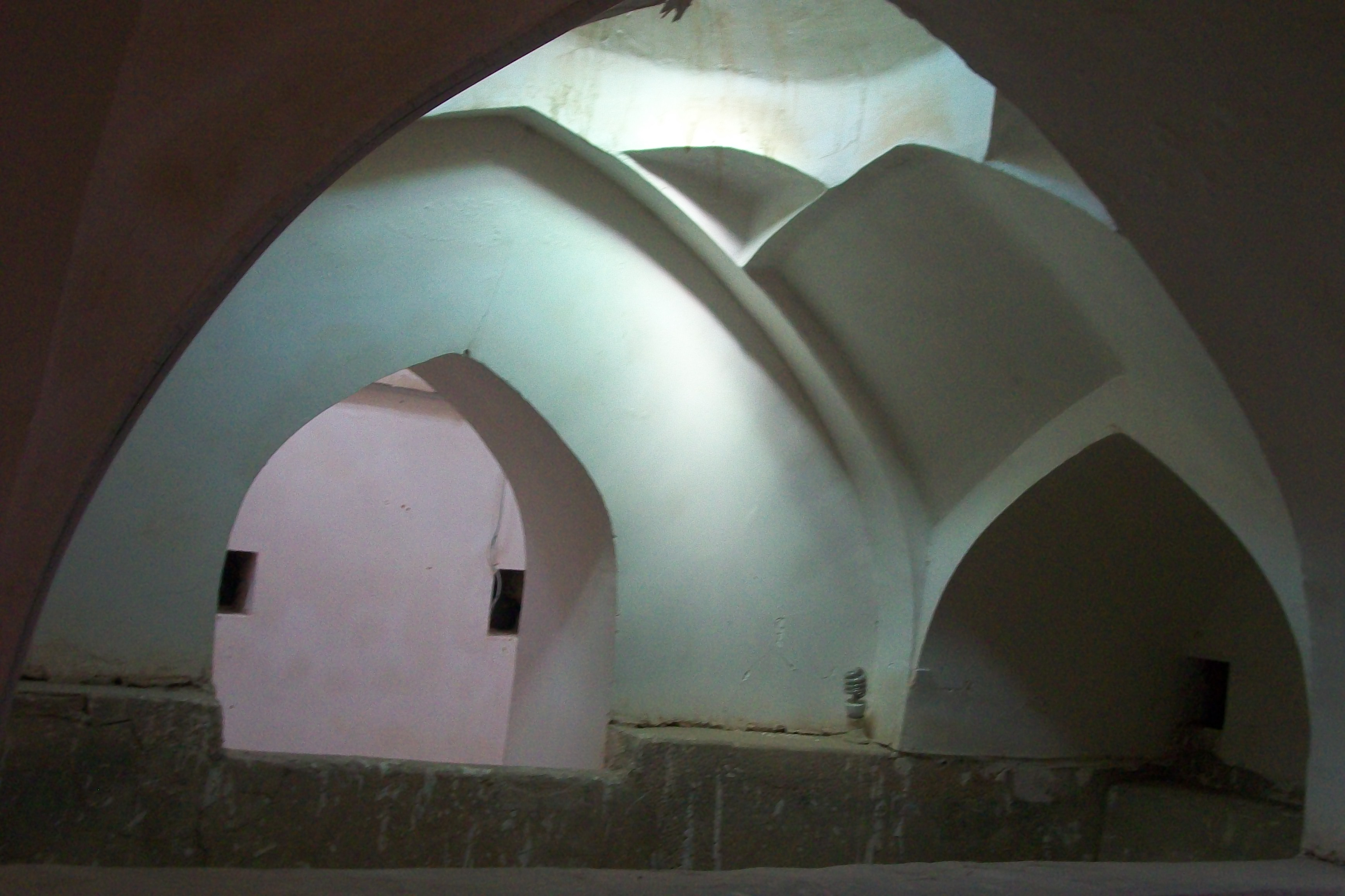
داخل حمام
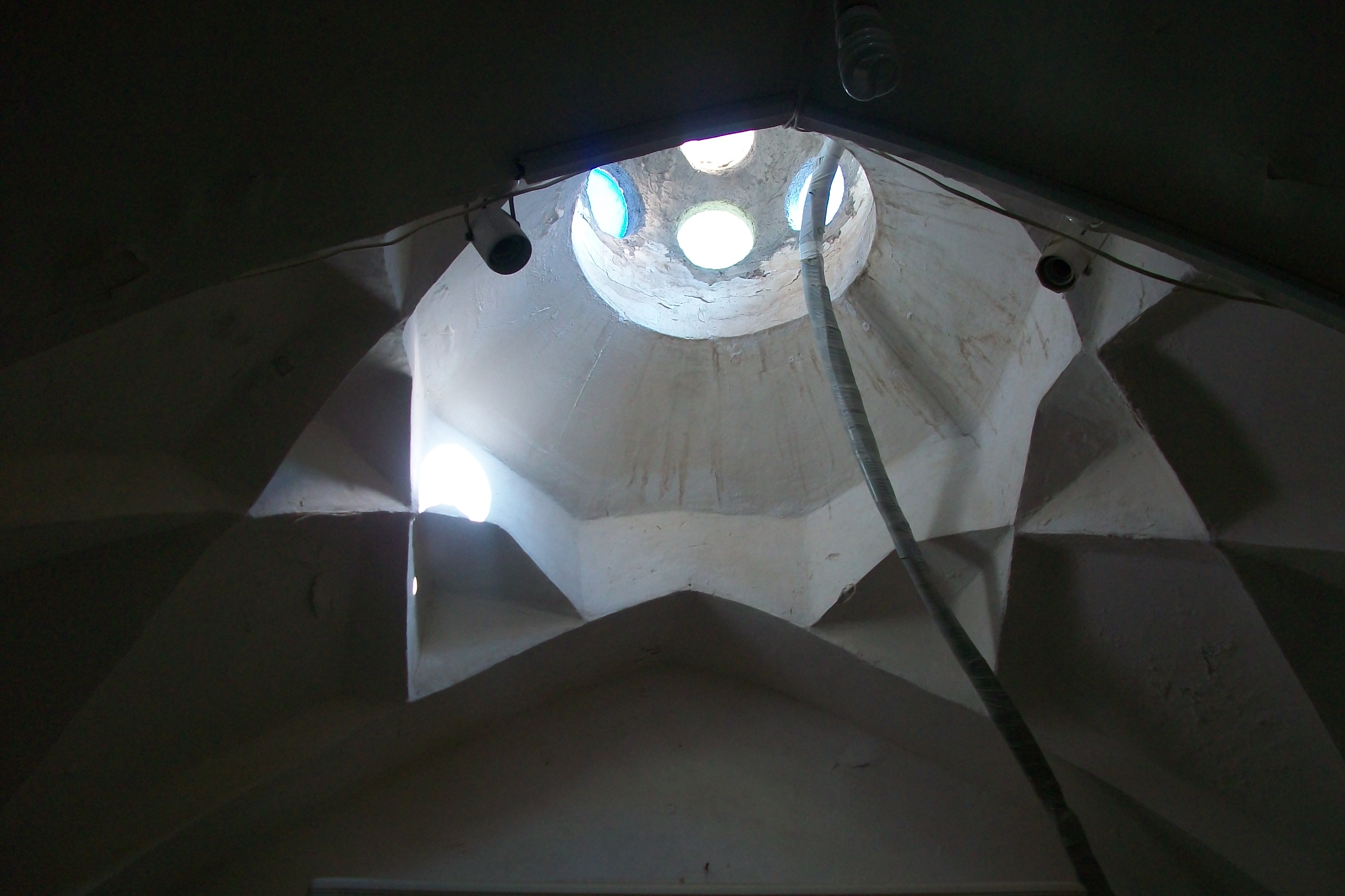
داخل حمام
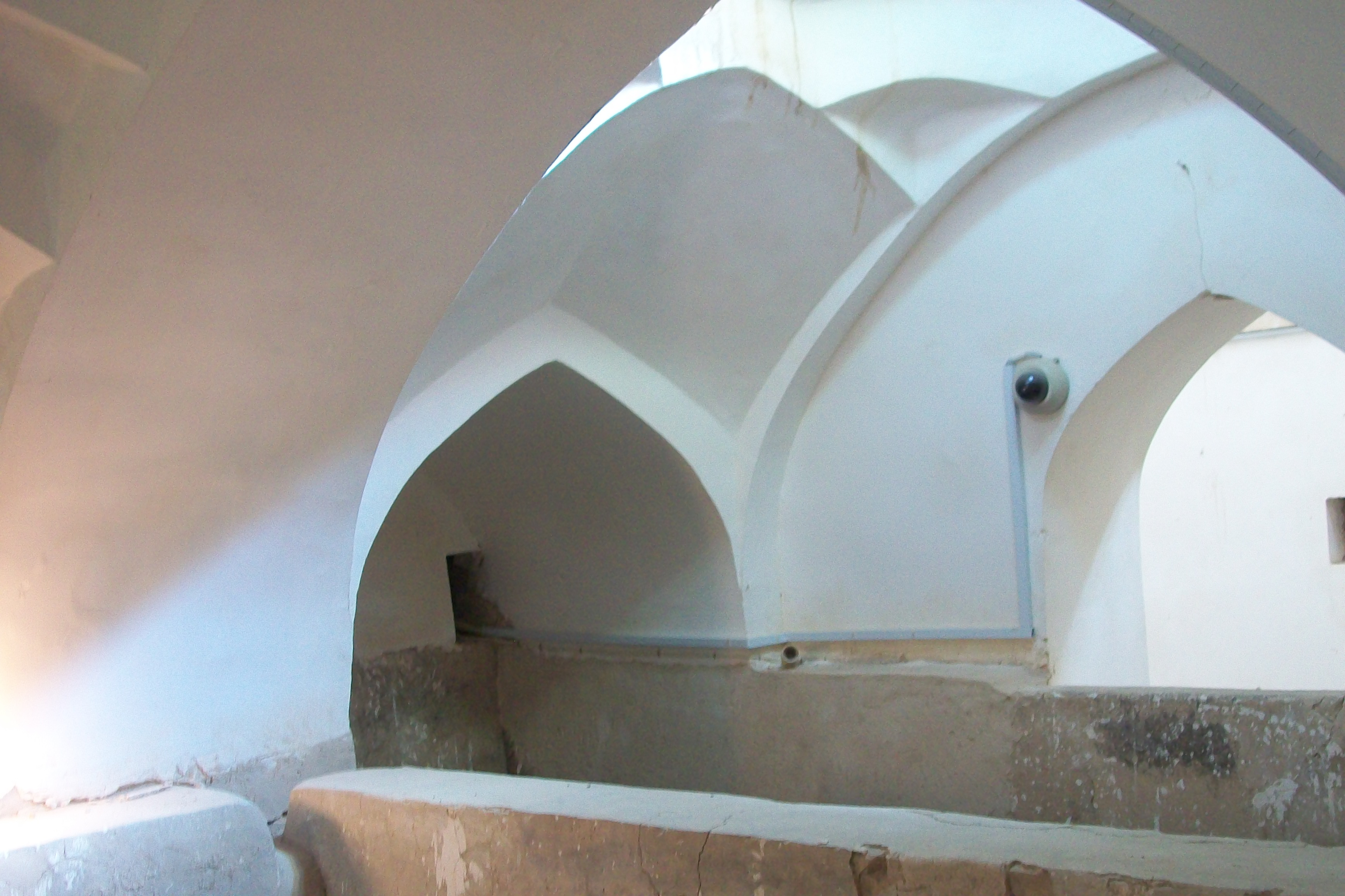
داخل حمام
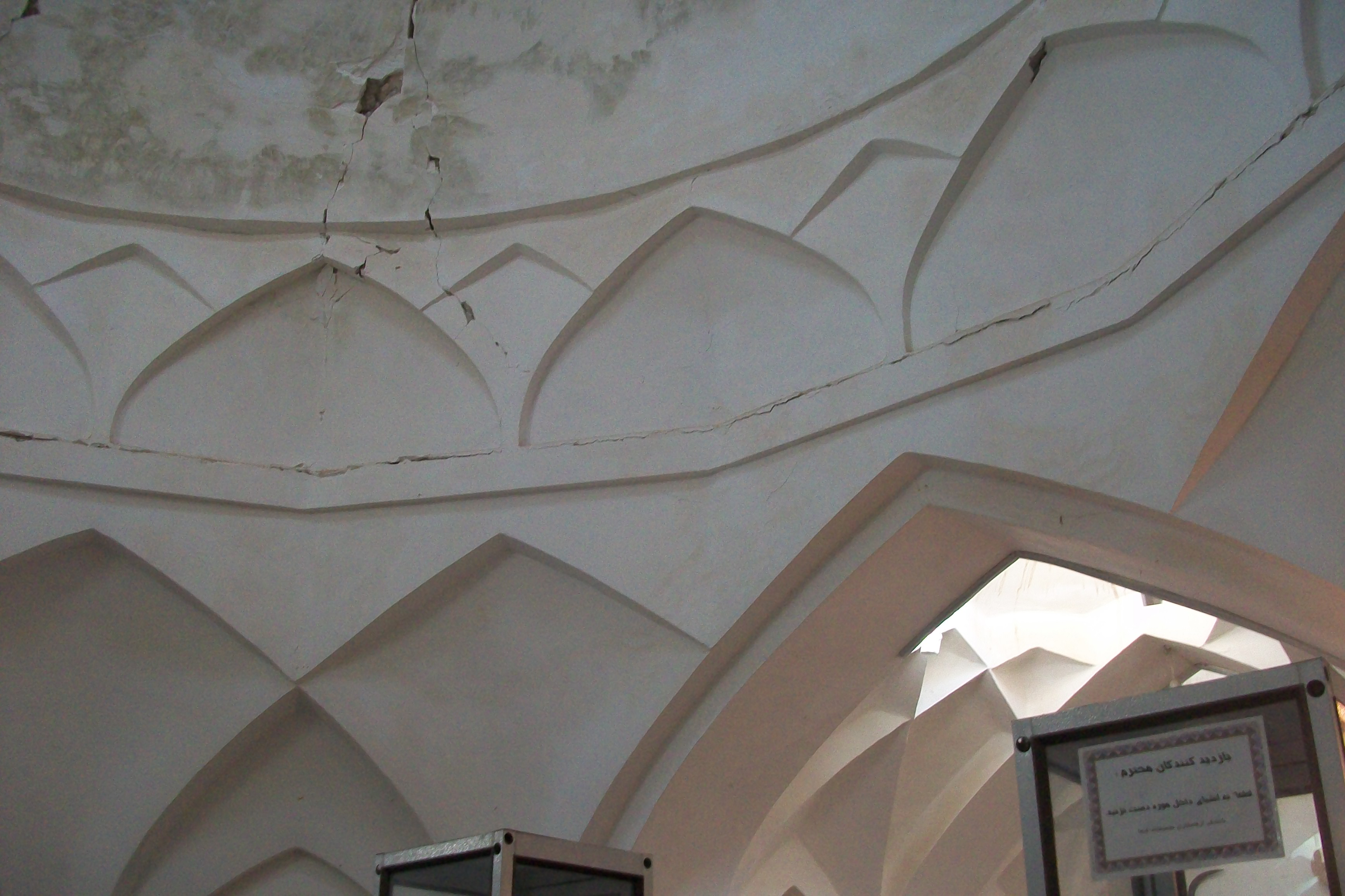
داخل حمام
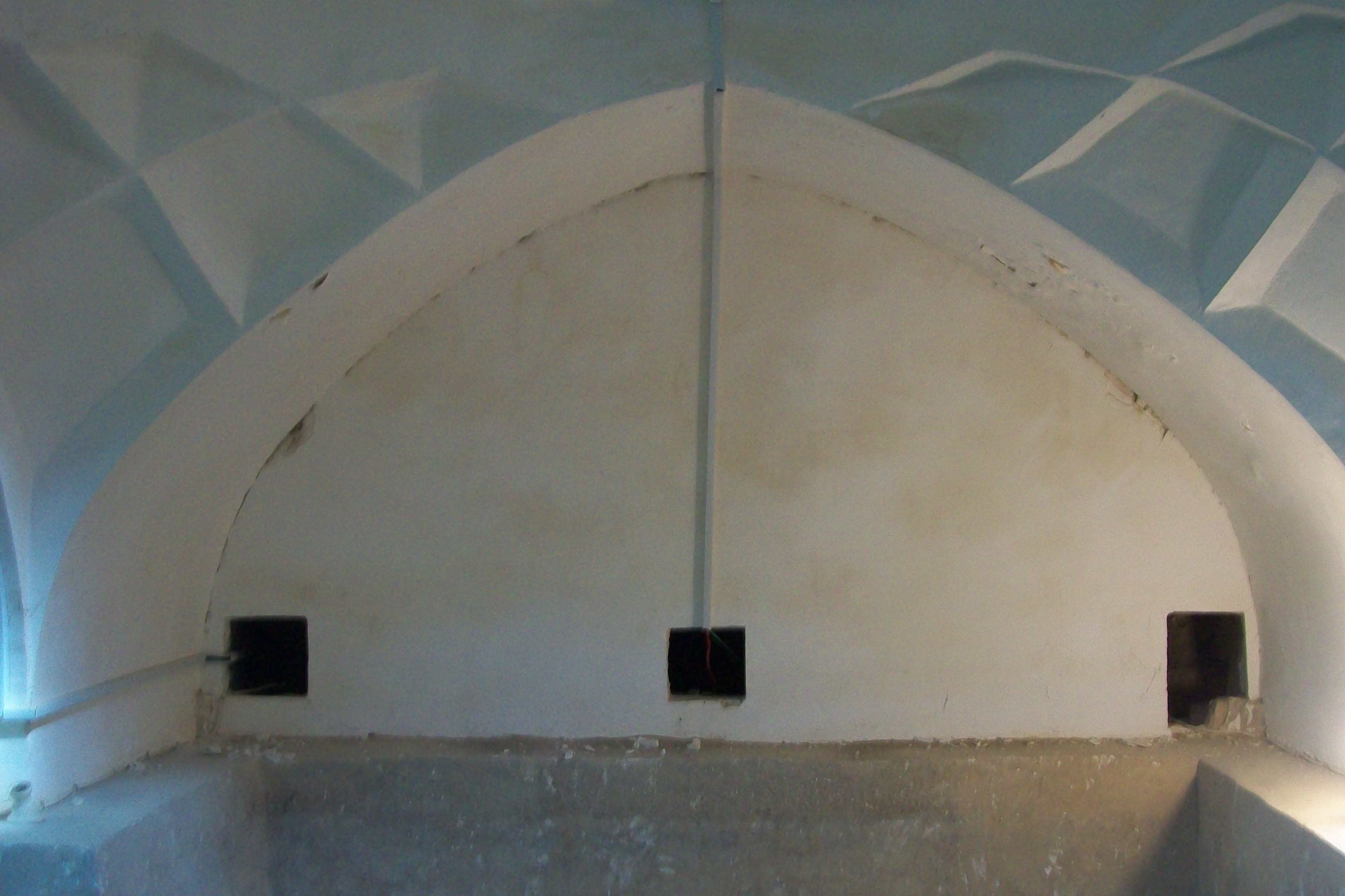
داخل حمام
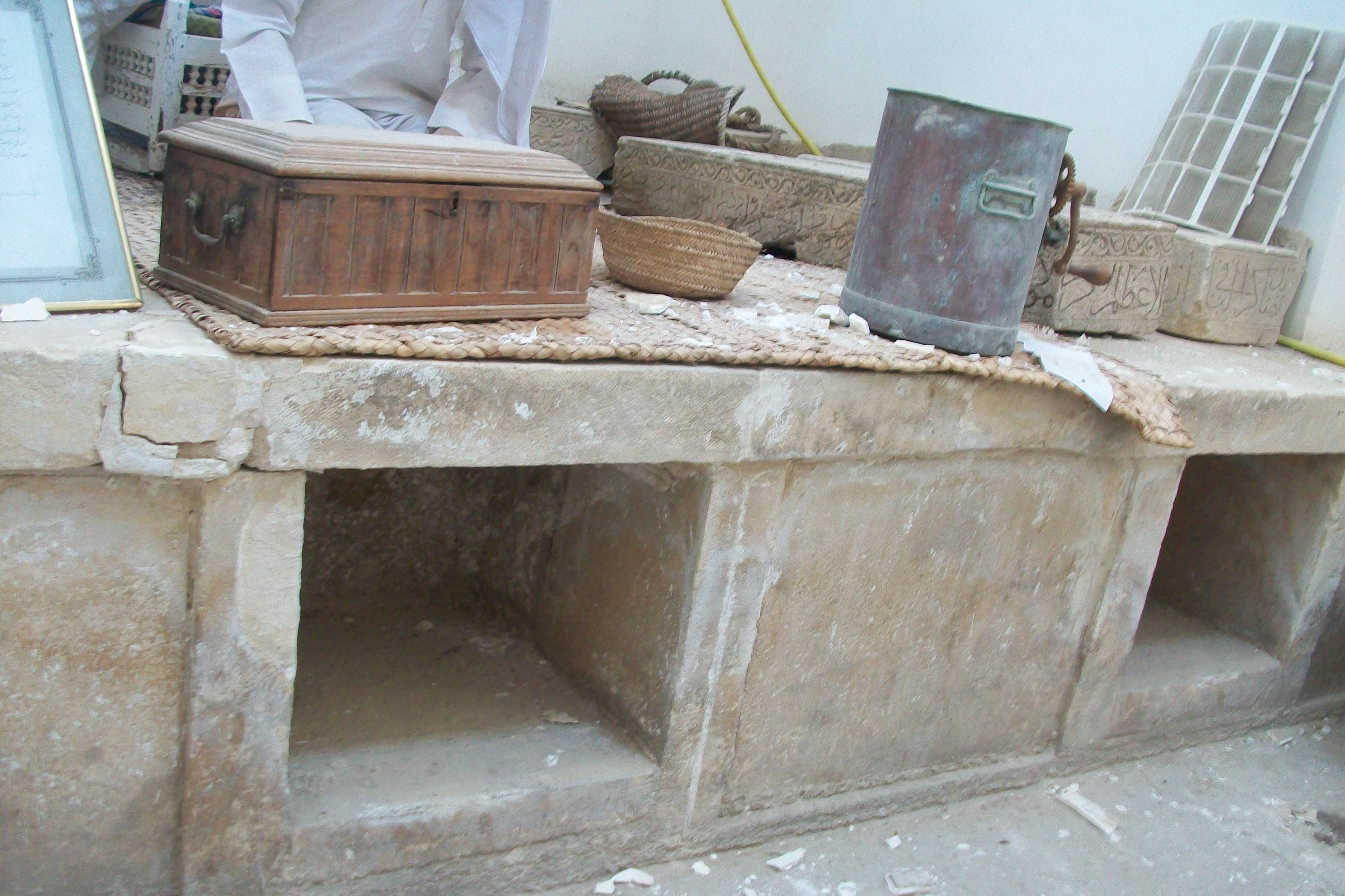
داخل حمام

## فهرست منابع و مآخذ
- محمدیان، کوخردی، محمد. (شهرستان بستک و بخش کوخرد) ج۱. چاپ اول، دبی: سال انتشار ۲۰۰۵ میلادی.
- بالود، محمد.  (فرهنگ عامه در منطقه بستک)  ناشر همسایه، چاپ زیتون، انتشار سال ۱۳۸۴ خورشیدی.
- درگاه فهرست آثار ملی ایران
- فهرست آثار فرهنگی تاریخی ثبت شده در فهرست آثار ملی شهرستان بستک[پیوند مرده]
- محمد، صدیق «تارخ فارس» صفحه‌های (۵۰ ـ ۵۱ ـ ۵۲ ـ ۵۳)، چاپ سال ۱۹۹۳ میلادی.